# Lindsay Wagner

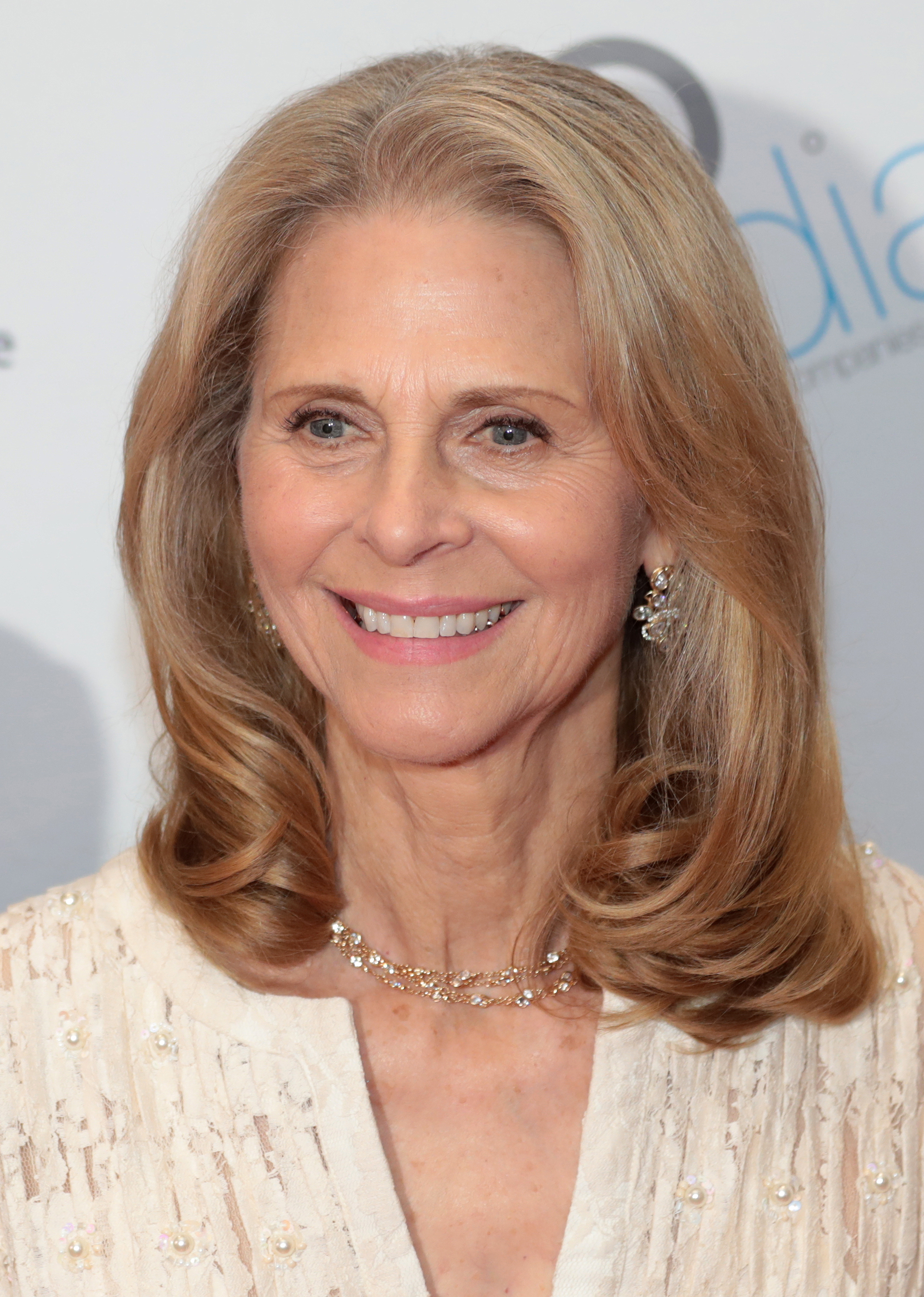
Lindsay Wagner (2019)

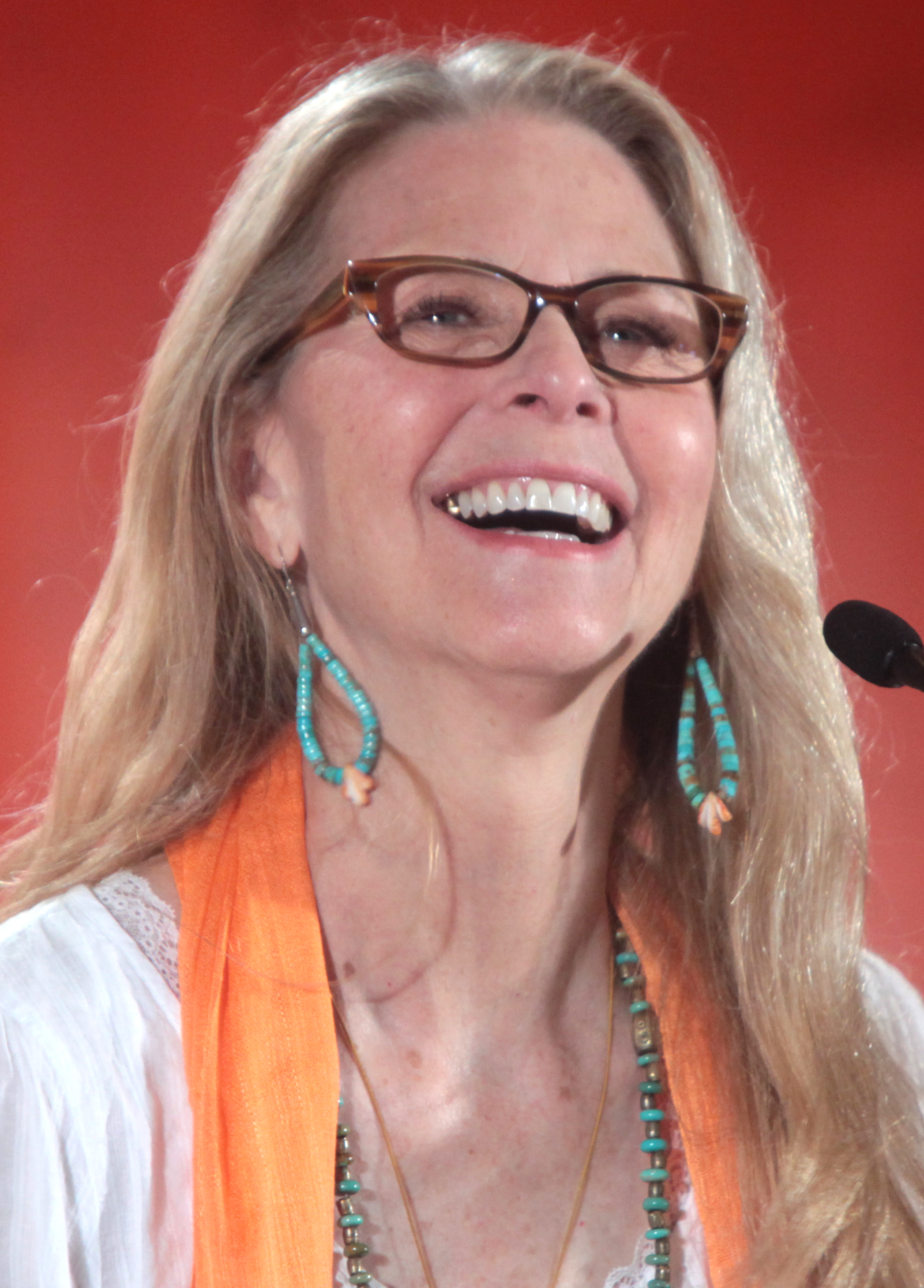
Lindsay Wagner (2016)

Lindsay Jean Wagner (* 22. Juni 1949 in Los Angeles, Kalifornien) ist eine US-amerikanische Film- und Fernsehschauspielerin. In ihrer rund 50-jährigen Karriere war sie in über 50 Fernsehfilmen zu sehen.

## Leben
Als Wagner sieben Jahre alt war, trennten sich ihre Eltern und sie zog mit ihrer Mutter in den Nordosten von Los Angeles, in den Ort Eagle Rock nahe Pasadena. Als 13-jähriger Teenager wurde ihr bereits die Hauptrolle in einer Fernsehserie angeboten, doch auf Anraten eines Freundes der Familie nahm sie das Angebot nicht an, weil sie warten sollte, bis sie älter war.
Ein weiterer Umzug mit ihrer Mutter und ihrem Stiefvater Ted Ball führte sie nach Portland, Oregon, wo sie an ihrer Highschool in mehreren Theateraufführungen auftrat. Nach ihrem Schulabschluss studierte sie an der Universität von Oregon und therapierte dort die schwere Legasthenie, mit der sie seit ihrer Kindheit zu kämpfen hatte. Während des Studiums arbeitete sie als Fotomodell in Los Angeles und machte einige Erfahrungen beim Fernsehen durch ihren Auftritt in der US-Serie Playboy after Dark.
Es dauerte noch eine Weile, bis Wagner einen Freund bei den Universal Studios kontaktierte und kurz darauf eine kleine Rolle in der Serie Dr. med. Marcus Welby bekam. Ihre Auftritte verschafften ihr 1972 bedeutendere Rollen in den Filmen Zwei Menschen unterwegs und Zeit der Prüfungen.
Dann spielte Wagner die Rolle der Jaime Sommers, früherer Tennisprofi und Jugendliebe des Sechs-Millionen-Dollar-Manns. Jaime wird bei einem Fallschirmabsprung lebensgefährlich verletzt und auf Drängen ihres Freundes Steve Austin hin mit bionischen Körperteilen wiederhergestellt. Aber Jaimes Körper stößt die neuen Teile ab und nach einem langen inneren Kampf stirbt die junge Frau auf dem Operationstisch. Eigentlich hätte das Wagners letzte Rolle bei Universal sein sollen, aber die öffentliche Resonanz auf ihren Auftritt als Jaime Sommers war so überwältigend, dass Jaime zurück ins Leben gebracht wurde und ihre eigene Spin-off Serie bekam: Die Sieben-Millionen-Dollar-Frau. Diese Rolle, die zu Wagners bekanntester überhaupt werden sollte, brachte ihr 1976 einen Emmy als beste Hauptdarstellerin in einer Serie. Wie auch Steve Austin wurde Jaime Agentin einer fiktiven amerikanischen Regierungsorganisation, dem O.S.I. Nach dem Ende der Serie entstanden noch drei Fernsehfilme über Steve Austin und Jaime Sommers. Im letzten der Filme kommt es zur Hochzeit des bionischen Paares.
Im August 2019 wurde Wagner für ihr Lebenswerk im Rahmen des Cineways Filmfestival in Wolfsburg ausgezeichnet.
Wagner hat seit 1984 einen Stern auf dem Hollywood Walk of Fame.

## Politische Einstellungen
Wagner setzt sich neben der Schauspielerei in mehreren Organisationen für gemeinnützige Projekte ein, unterstützt unter anderem ein Projekt zur Förderung von Kindern mit Legasthenie und hat den Vorsitz in einem Verein zum Schutz von Jugendlichen vor sexuellem Missbrauch.
Im Oktober 2024 gehörte Wagner zu den Unterzeichnern eines Aufrufs zum Boykott israelischer Kulturinstitutionen, „die an der überwältigenden Unterdrückung der Palästinenser mitschuldig sind oder diese stillschweigend beobachtet haben“.

## Privat
Wagner war viermal verheiratet. Von 1971 bis 1973 war sie die Frau von Musikproduzent Allan Rider. Von 1976 bis 1979 war sie mit Schauspieler und Autor Michael Brandon verheiratet. 1981 gab sie Henry Kingi, einem Stuntman vom Set der Sieben-Millionen-Dollar-Frau, das Jawort. Mit Kingi hatte Wagner zwei Söhne: Dorian (* 1982) und Alex (* 1986). Vier Jahre nach der Geburt ihres zweiten Sohns heiratete Wagner den Fernsehproduzenten Lawrence Mortorff. Das Paar trennte sich einige Jahre später.

## Sonstiges
Wagner wollte am 25. Mai 1979 mit dem American-Airlines-Flug 191 von Chicago nach Los Angeles fliegen, fühlte sich aber an diesem Tag nicht gut und stornierte die Reise. Kurz nach dem Start stürzte die Maschine ab. Alle 271 Passagiere an Bord sowie zwei Bewohner einer Wohnwagensiedlung wurden getötet.

## Filmografie (Auswahl)
Filme
- 1973: Zwei Menschen unterwegs (Two People)
- 1973: Zeit der Prüfungen (The Paper Chase)
- 1979: Die zwei Welten der Jenny Logan (The Two Worlds of Jennie Logan)
- 1981: Nachtfalken (Nighthawks)
- 1981: Satisfaction (High Risk)
- 1983: Eine Frau schreit nach Leben (I Want to Live)
- 1983: Princess Daisy (Fernsehfilm)
- 1985: Dieses Kind gehört mir (This Child Is Mine)
- 1985: Wo warst du damals, Claire? (The Other Lover)
- 1986: Spur der Angst (Child’s Cry)
- 1987: Die Herzensbrecher von der letzten Bank (Student Exchange)
- 1987: Rückkehr der Roboter (The Return of the Six-Million-Dollar Man and the Bionic Woman)
- 1987: Wie ein Fremder in meinem Bett (Stranger in My Bed)
- 1988: Ausgebrannt (Police Story: Burnout)
- 1988: Das oberste Gebot (Evil in Clear River)
- 1988: Treibjagd in Bitter Creek (Nightmare at Bitter Creek)
- 1989: Schattenreich des Todes (From the Dead of Night)
- 1991: Ricochet – Der Aufprall (Ricochet)
- 1992: Der Himmel kennt keine Tränen (A Message from Holly)
- 1993: Abgestürzt im Dschungel (Nurses on the Line: The Crash of Flight 7)
- 1995: Verkauft und gedemütigt (Fighting for My Daughter)
- 1996: Ich will meine Kinder zurück (A Mother’s Instinct)
- 1997: Ihre zweite Chance (Their Second Chance)
- 1998: Die Schreckensfahrt der Orion Star (Voyage of Terror)
- 2006: Kampf dem Krebs (Four Extraordinary Women)
- 2016: Love Finds You in Valentine – In der Heimat wohnt das Glück (Love Finds You in Valentine)
- 2018: Samson – Der Auserwählte, Der Verratene, Der Triumphator (Samson)

Fernsehserien
- 1971–1975: Dr. med. Marcus Welby (Marcus Welby, M.D., 5 Folgen)
- 1974–1975: Detektiv Rockford – Anruf genügt (The Rockford Files, 2 Folgen)
- 1975–1976: Der Sechs-Millionen-Dollar-Mann (The Six Million Dollar Man, 10 Folgen)
- 1976–1977: Die Sieben-Millionen-Dollar-Frau (The Bionic Woman, 58 Folgen)
- 1983: Ein Colt für alle Fälle (The Fall Guy, Folge 3x01)
- 1984: Jessie (10 Folgen)
- 2010–2014: Warehouse 13 (6 Folgen)
- 2011: Alphas (Folge 1x05)
- 2015: Navy CIS (NCIS, Folge 13x10)
- 2018: Fuller House (Folge 4x06)
- 2018–2019: Grey’s Anatomy (4 Folgen)

Videospiele
- 2019: Death Stranding